# منطقة المهطل (طبية)
منطقة المهطل أو منطقة مستجمع الماء هو مصطلح طبي يشير إلى مناطق الجسم التي تتلقى إمدادات دم مزدوجة من أكثر الفروع البعيدة لشرايين كبيرين، وقد استعير المصطلح مجازيًا من مستجمعات المياه الجيولوجية التي تفصل بين أحواض الصرف المجاورة.
أحيانا تُعفى هذه المناطق من الضرر في حالة حدوث إفقار دموي، وذلك بسبب إمدادها المزدوج بالدم، ففي حال انسداد أحد الشرايين التي تغذيها (كما في تصلب الشرايين) فإن الشريان الآخر يظل يمدها بالدم، ومع ذلك فإنه حالة حدوث ضعف للتروية من جميع الشرايين التي تغذيها (كما في التخثر المنتشر داخل الأوعية أو قصور القلب) فإنها تكون أكثر عرضة للضرر.
توجد بعض مناطق المهطل في الدماغ وتتلقي هذه المناطق الإمداد الدموي من كل من الشريان المخي الأمامي والأوسط، كما توجد بعض هذه المناطق في الأمعاء (مثل الثنيات القولونية للأمعاء الغليظة)، وتتلقي إمدادها الدموي من الشريان المساريقي العلوي والسفلي.